# È arrivato un bastimento/Sarà falso, sarà vero
È arrivato un bastimento / Sarà falso, sarà vero sono i due brani contenuti in un 45 giri di Edoardo Bennato, distribuito come allegato del periodico Tutto Musica e Spettacolo nell'estate del 1983. Tale supporto aveva un valore promozionale in favore dell'imminente album È arrivato un bastimento.

## Il disco
Bennato pubblica su questo 45 giri due versioni alternative di due canzoni dell'album: la title track e Sarà falso, sarà vero, e rispetto alle versioni su LP gli arrangiamenti sono completamente diversi; nel caso di Sarà falso sarà vero la differenza è proprio nella struttura della canzone, che non è più divisa in strofa e ritornello, ma eseguita con le strofe una di seguito all'altra e il ritornello alla fine. Tali versioni sono state destinate al mercato tedesco, dove sono uscite su due differenti 45 giri.

Bennato si affida dunque al mensile nato da una costola del settimanale TV Sorrisi e Canzoni, che in passato aveva già pubblicato come allegati alcuni 45 giri (ad esempio, nel 1977, la ristampa di Dolce di giorno/Per una lira di Lucio Battisti).

Mentre È arrivato un bastimento è scritto dal Edoardo Bennato sia per il testo che per la musica, Sarà falso, sarà vero vede invece il fratello Eugenio come autore delle parole.

I musicisti non sono citati, ma è presumibile che si tratti degli stessi che hanno contribuito alla realizzazione dell'album È arrivato un bastimento.